# James Dodson
James Dodson (1705 – 23 de novembro de 1757) foi um matemático britânico, eminente atuário, que desenvolveu os estudos pioneiros na ciência atuarial.
Dodson foi professor de matemática da escola do Christ-church Hospital. Em suas aulas, apresentou as primeiras idéias sobre empresas de seguro de vida, estabelecendo pela primeira vez, um modelo aplicável à sistematização de uma empresa de seguros de vida, com a garantia a sua existência e estabilidade futura, através do cálculo de valores distintos para prêmios de seguro e os valores das reservas matemáticas necessárias. Devido a isso, Dodson é considerado o inventor da Ciência Atuarial moderna. Em 1756, apresentou a primeira tabela de prêmios a serem pagos durante toda a vida, para um seguro contra morte. Posteriormente suas ideias seriam executadas por Edward Mores e outros atuários na Equitable Life, já no século XIV.
Entretanto, ficou mais conhecido pela publicação de The Mathematical Repository. Sua primeira publicação foi uma tábua de antilogaritmos, no ano de 1742.
Apesar do pouco conhecimento que se tem sobre sua infância e formação, supõe-se, pelas suas linhas de pesquisa e referências, que tenha tido uma educação liberal para a época e tivesse domínio de latim e francês. Sabe-se que em 1753 fixou residência no distrito londrino de Wapping. Dois anos depois, foi eleito membro da Sociedade Real de Londres. Na juventude e na idade adulta foi contemporâneo de Jonh Robertson, De Moivre e Newton, muitas dessas amizades construídas através de sua atuação no Christ College e na Society. Em sua carreira, mostrou-se um matemático aplicado e inventivo.
A linhagem genética de Dodson daria origem a outro relevante atuário, Augustus De Morgan, que não carregara sobrenome Dodson por ser bisneto de uma das duas filhas de James. De Morgan, chegou a elaborar um registro bibliográfico de seu tataravó que foi publicado pelo Instituto dos Atuários da Inglaterra.

## Obras
- The Mathematical Repository (1755)
- First Lectures on Insurance (1756)